# Велика рифтова долина (Кенія)

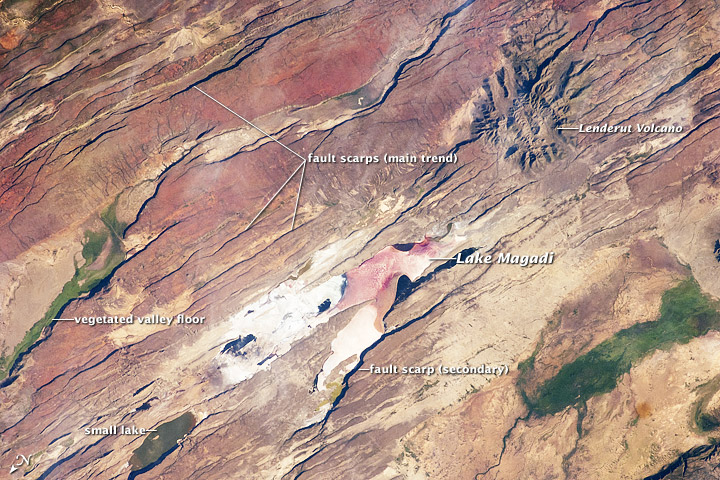
Східно-Африканський Рифт у Кенії, фото з МКС 2012

Велика рифтова долина у Кенії (або Кенійська рифтова долина) є частиною інтраконтинентальної системи гірських хребтів, яка проходить через Кенію з півночі на південь. Вона є частиною рифта Грегорі, східної гілки Східно-Африканського Рифту, який починається в Танзанії на півдні і продовжується на північ до Ефіопії. Вона була сформована на географічному піднятті «Кенійський купол», утвореному взаємодією трьох основних тектонічних плит: Аравійської, Нубійської і Сомалійської. У минулому її розглядали як частину «Великої Рифтової Долини», яка веде від Мадагаскару до Сирії. Більша частина долини розташована в колишній провінції Рифт-Валлі.
В долині розташовані пагорби Черангані і ланцюги вулканів, деякі з яких все ще активні.
Клімат м'який, температура зазвичай нижче 28 °C.
Найбільша кількість опадів випадає в березні–червні і жовтні–листопаді. Пагорби Туген на захід від озера Барінго містять скам'янілості в потоках лави віком від 14 до 4 мільйонів років тому. Тут знаходять кістки багатьох гомінідів, предків людини.

## Риси

Основні вулкани (червоним) і озера (синім) рифтової долини

Долина обмежена ескарпами зі сходу і заходу. Дно долини розбите вулканами, деякі досі активні, і містить ряд озер. Деякі з ґрунтів є
андізолами (родючими ґрунтами відносно недавньої вулканічної активності).
Дно долини (з півночі на південь)
Озеро Туркана займає північну частину Великої рифтової долини в Кенії. На озері також є вулкани.
Долина Сугута є посушливою частиною Великої Рифтової долини в Кенії та розташована безпосередньо на південь від озера Туркана.
Щитовий вулкан Емуруангоголак перетинає долину на південь від Сугуту, а ще південніше з дна долини піднімаються гори Сілалі та Пака. Пака є щитовим вулканом з широкою геотермальною активністю. На південь від Пака розташовані гора Короші, озеро Барінго та озеро Богорія.
Мененгай — масивний щитовий вулкан на дні рифту з кальдерою, яка утворилася близько 8000 років тому. Він височіє над озером Накуру на південь від нього.
Ця ділянка також включає в себе озеро Елментеїта, гору Кіпіпірі і озеро Найваша.
На південь від озера Найваша розташований Національний парк «Ворота пекла», а на південний схід — це сплячий стратовулкан Лонгонот. На початку 1900-х років відбулося виверження гори Лонгонот і попіл все ще відчувається навколо «Ворот пекла».
Сусва — це щитовий вулкан, розташований між Нарок і Найробі. Потоки лави від його останніх вивержень ще не вкриті рослинністю і можуть бути віком не більше ста років.
Озеро Магаді є найпівденнішим озером рифтової долини в Кенії, хоча північна частина озера Натрон в Танзанії розташована в Кенії.
Стіни долини
Ескарп Елгейо є частиною західної стіни долини. Долина Керіо лежить між пагорбами Туген і ескарпом Елгейо на висоті 1000 м.н.м. Тут є великі родовища флюориту.
Далі на південь ескарп Мау утворює круті природні обриви близько 3000 м.н.м., простягаючись по західному краю Великої Рифтової долини біля озера Найваша.
Ще далі на південь ескарп Нгуруман витягнутий близько 50 кілометрів в довжину у північно-західному напрямку. Його північний край розташований близько 120 км на південний захід від Найробі, а південний край розташований біля кордону з Танзанією, на північно-західному куті озера Натрон.
Хребет Абердер утворює ділянку східного краю Великої рифтової долини на північ від Найробі. Гора Сатіма лежить в північній частині Абердера і є його найвищою точкою, а гора Кінангоп на південному краю займає друге місце. Гори формують гряди між двома цими вершинами.
Пагорби Нгонг продовжують східний край Великої Рифтової долини і розташовані південному заході від Найробі.

## Озера
Кенія є домом для 64 озер (9,50 % від всіх озер на африканському континенті).
Вісім з них є основними озерами Кенійської рифтової долини. З півночі на південь розташовані:
- Туркана,
- Логіпі,
- Барінго,
- Богорія,
- Накуру,
- Елментеїта,
- Найваша,
- Магаді.

З цих восьми, тільки озера Найваша і Барінго є прісноводними.
Озеро Туркана в північній частині рифту має розміри 250 км завдовжки, 15-30 км в ширину і максимум 125 м глибини.
Більшість інших озер мілководні і мають поганий стік, і тому стали лужними. Їх води багаті синьо-зеленими водоростями, якими харчуються личинки комах, дрібні ракоподібні і малий фламінго. Личинки і ракоподібні є їжею для риб і рожевих фламінго. За дослідженнями масивні зграї цих птахів мали вплив на відкладення озер. Їхня кількість викликає затоптування мулу в певних зонах, в той час як місця харчування насичуються киснем через промацування дзьобами в багнюці. Кургани їх гнізд можуть також бути збережені і зацементовані по мірі  зміни рівня води в озері змінюється, що формує «неправильності» берегового рельєфу.
Трона, випарний мінерал, що використовується для виробництва карбонату натрію, видобувається з озера Магаді протягом майже 100 років. Зараз обсяг виробництва сягає близько 250 000 метричних тонн в рік. Інші дорогоцінні камені, такі як рубіни і рожеві сапфіри були знайдені і добуваються з районів навколо озера Борінго. У 2004 році було зібрано понад 2 кілограми корунду.

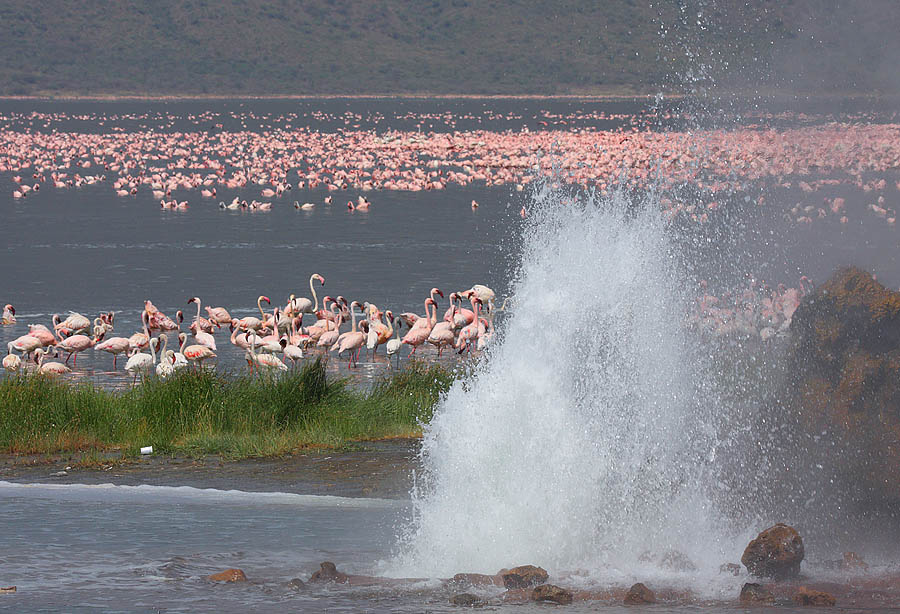
Озеро Богорія є каустичним котлом в оточенні гейзерів і заселено понад мільйоном фламінго

Три мілководних лужних озера і прилеглі землі складають Кенійську озерну систему: озеро Богорія площею 10 700 га, озеро Накуру площею 18 800 га та озеро Елментеїта площею 2534 га. Ця система озер включена до Світової спадщини ЮНЕСКО.
Ця система має одну з найрізноманітніших популяцій птахів у світі, і є домом для тринадцяти видів птахів, які знаходяться під загрозою в світі. Це важливе місце гніздування і розмноження рожевих пеліканів, і найважливіша ділянка харчування для малого фламінго в світі. Система озер є домом для глобально значущих популяцій пірникози чорношийої, Platalea alba, чоботаря, пірникози малої, Mycteria ibis, кулика-довгонога, Chroicocephalus cirrocephalus і крячка чорнодзьобого.
Кенійська озерна система — ключове місце на Західноазійському — Східноафриканському шляху міграції птахів, шляху, яким прямує величезна кількість птахів в їх щорічній міграції від/до місць розмноження на півночі до/від місць зимівлі в Африці. На землях навколо озер є великі популяції чорного носорога, жирафа Ротшильда, великого куду, левів, гепардів і диких собак.
Кенійська озерна система оточена обривчастими ескарпами Рифтової долини, які забезпечують приголомшливий фон.
Іншими озерами є озеро Чю Бахір, на північно-східному рукаві рифту (це озеро лежить в основному в Ефіопії, але розширюється у Кенію під час сезону дощів) та озеро Камнарок.

## Галерея

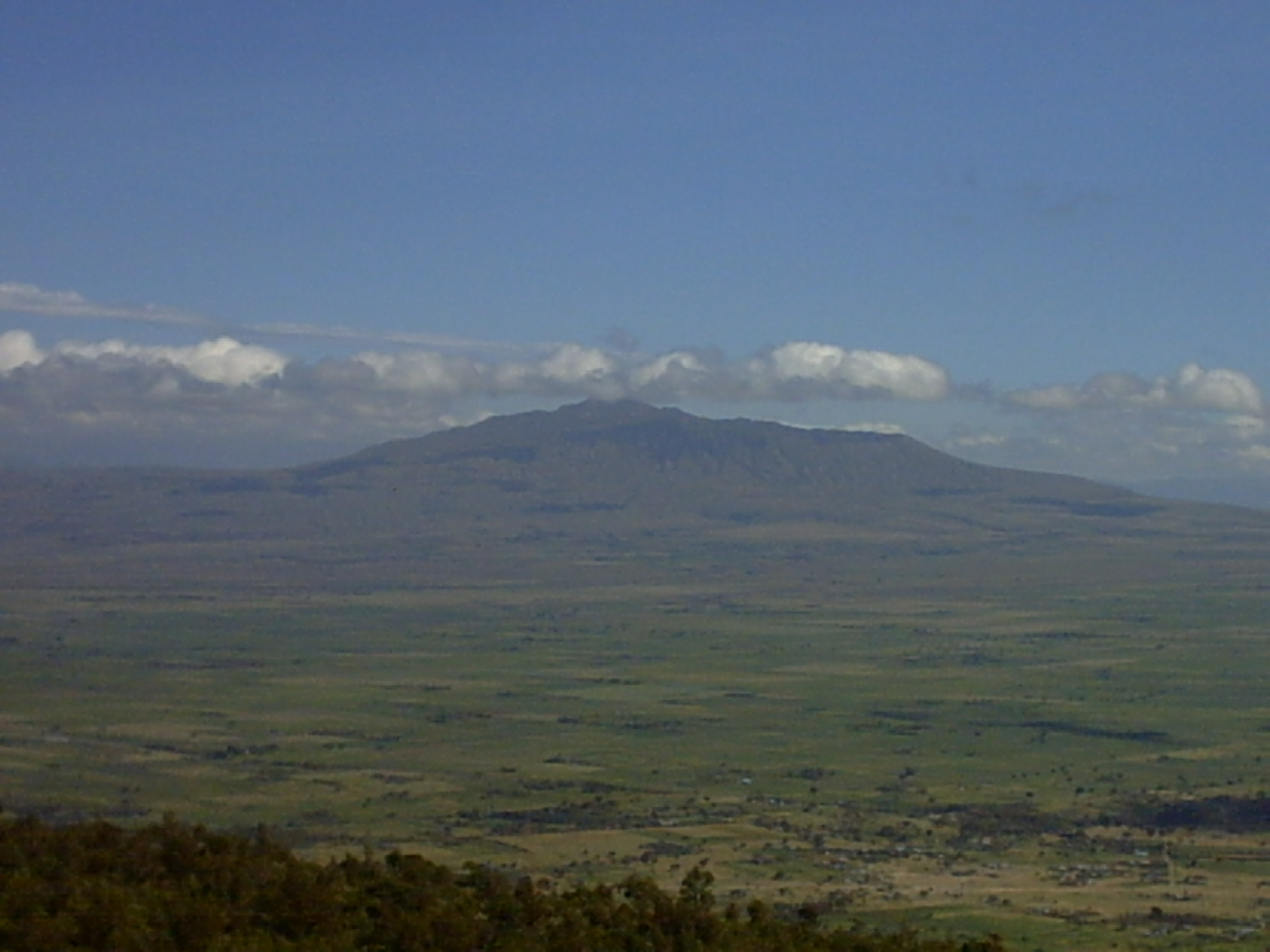
Гори Лонгонот
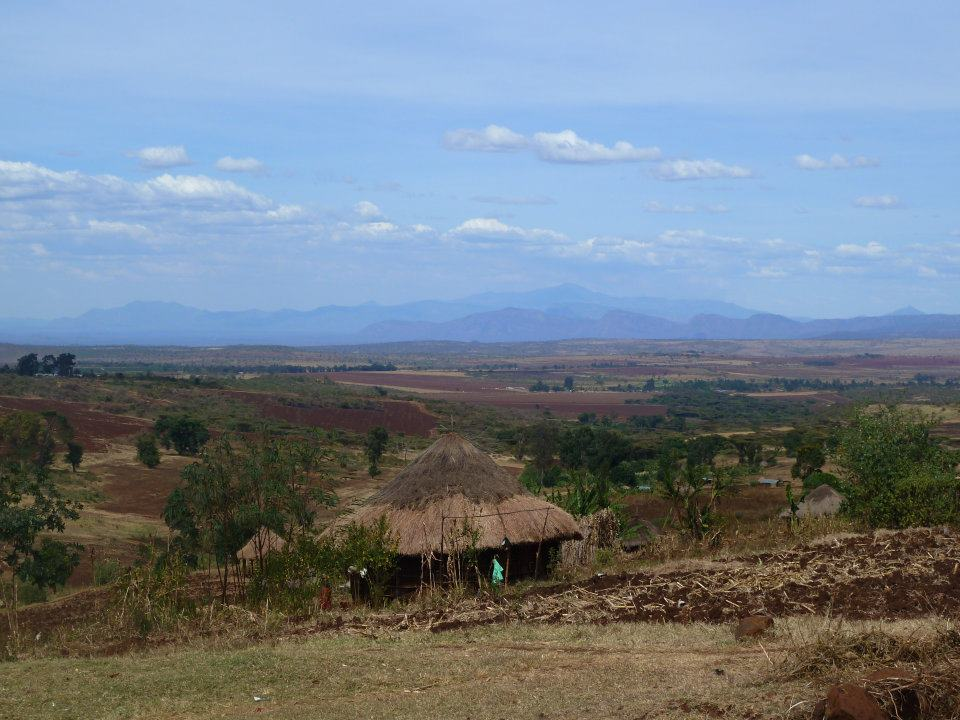
Вид на Уганду з села Черубей, Кенія
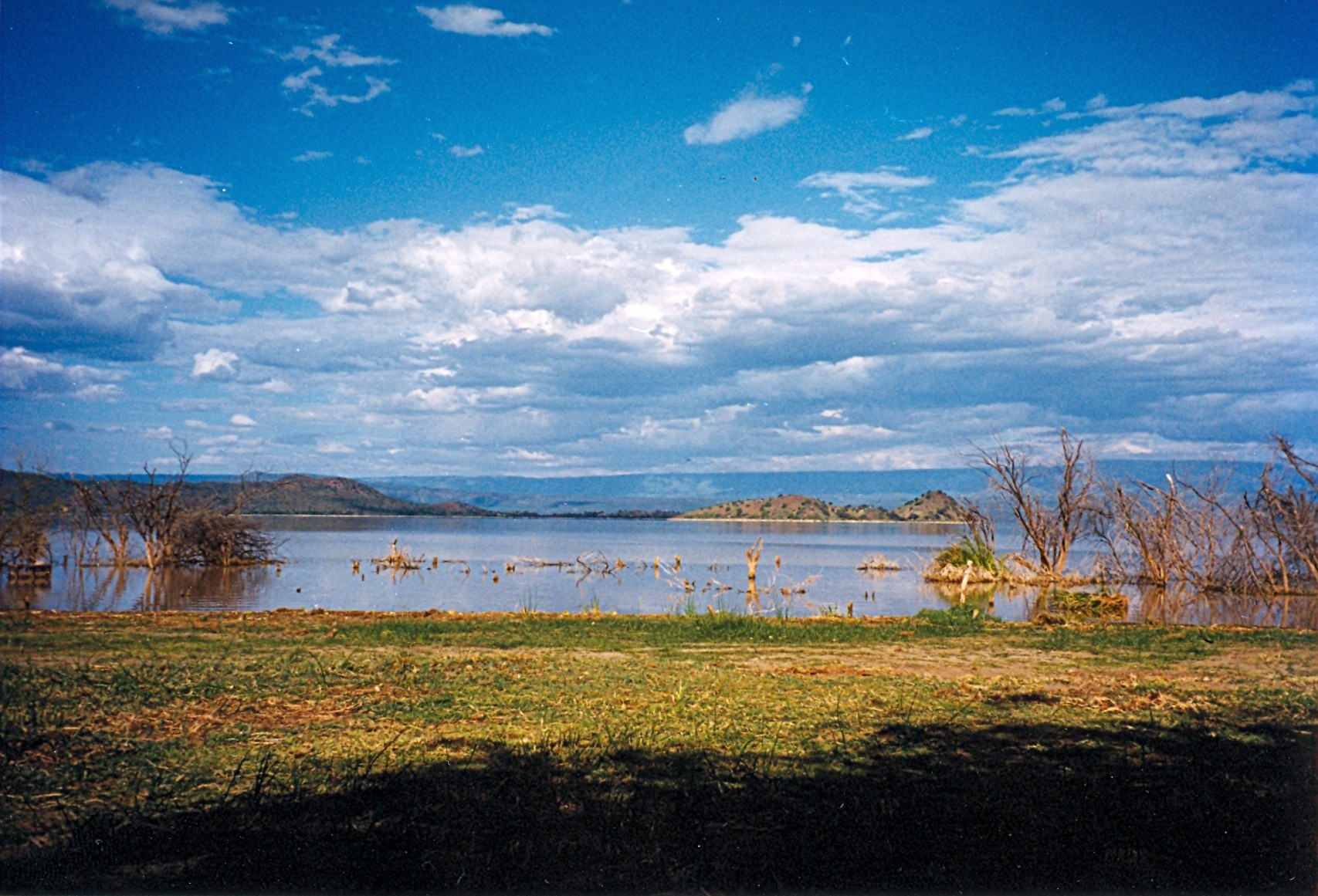
Озеро Барінго, серпень 1999 Року
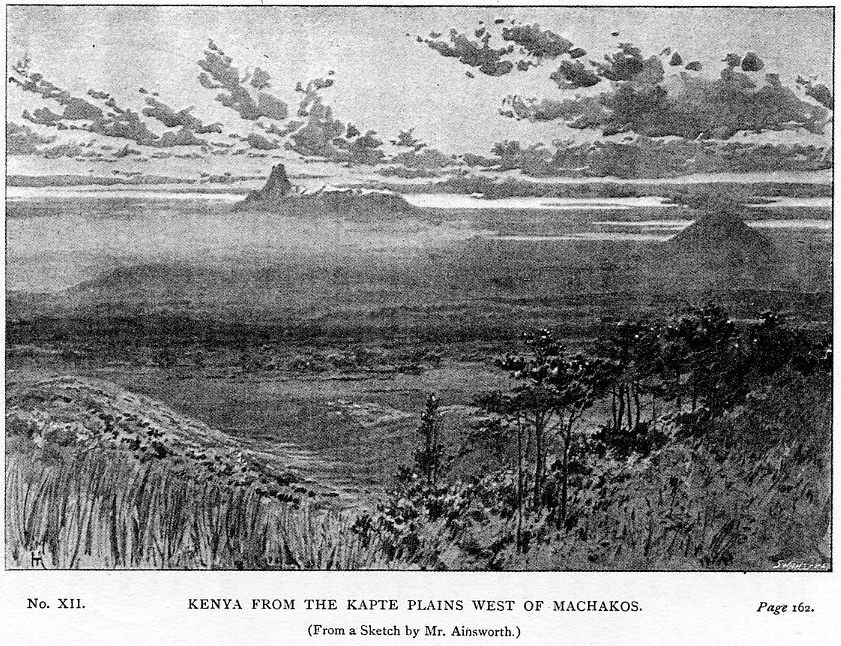
Ескіз Джона Уолтера Грегорі зі експедиції по Східній Африці, в 1892-3 рр. "[Гори] Кенія з Kapte рівнинах на захід від Мачакос"
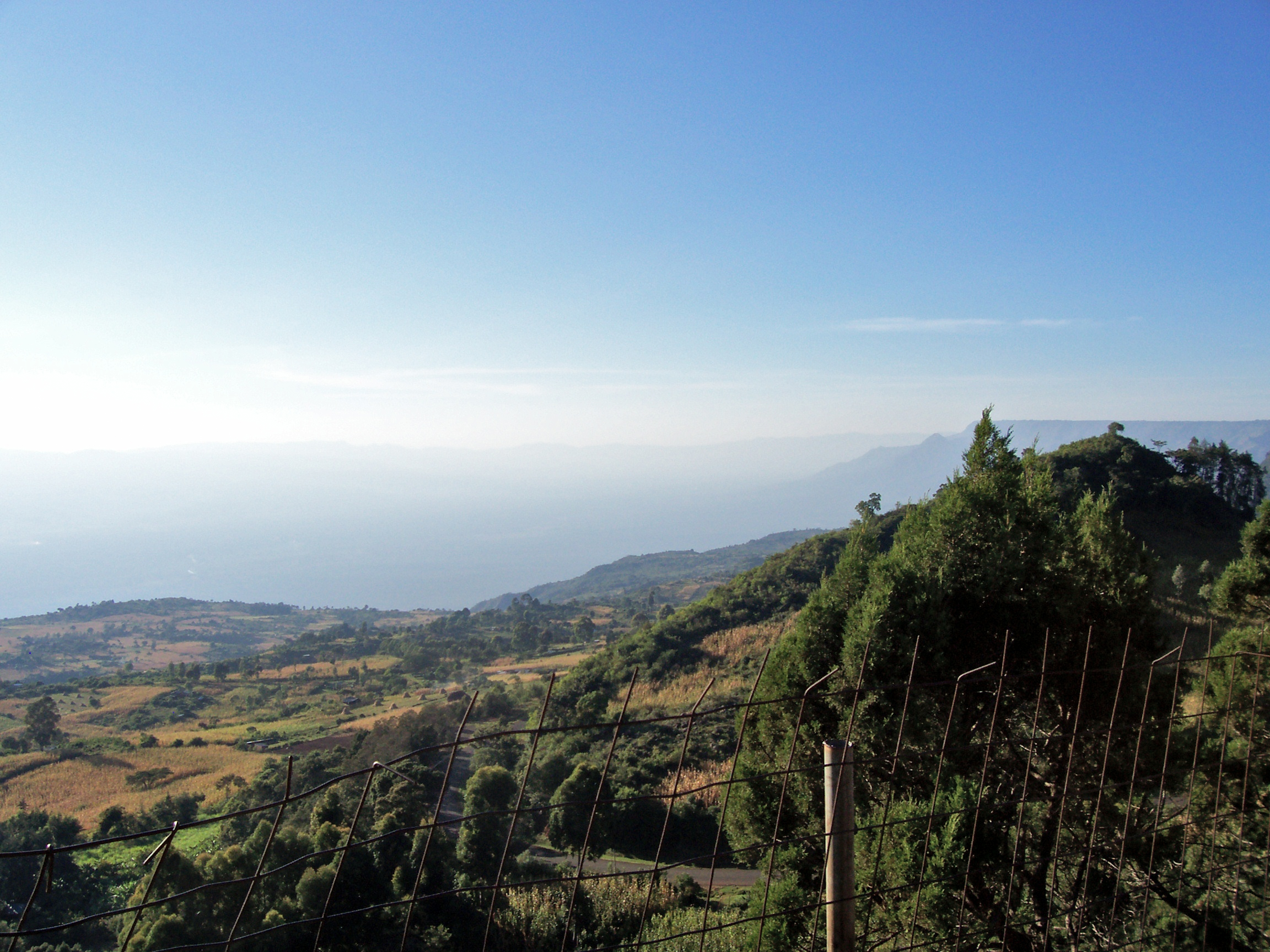
Велика рифтова долини недалеко від міста Ельдорет, Кенія восени 2006 року
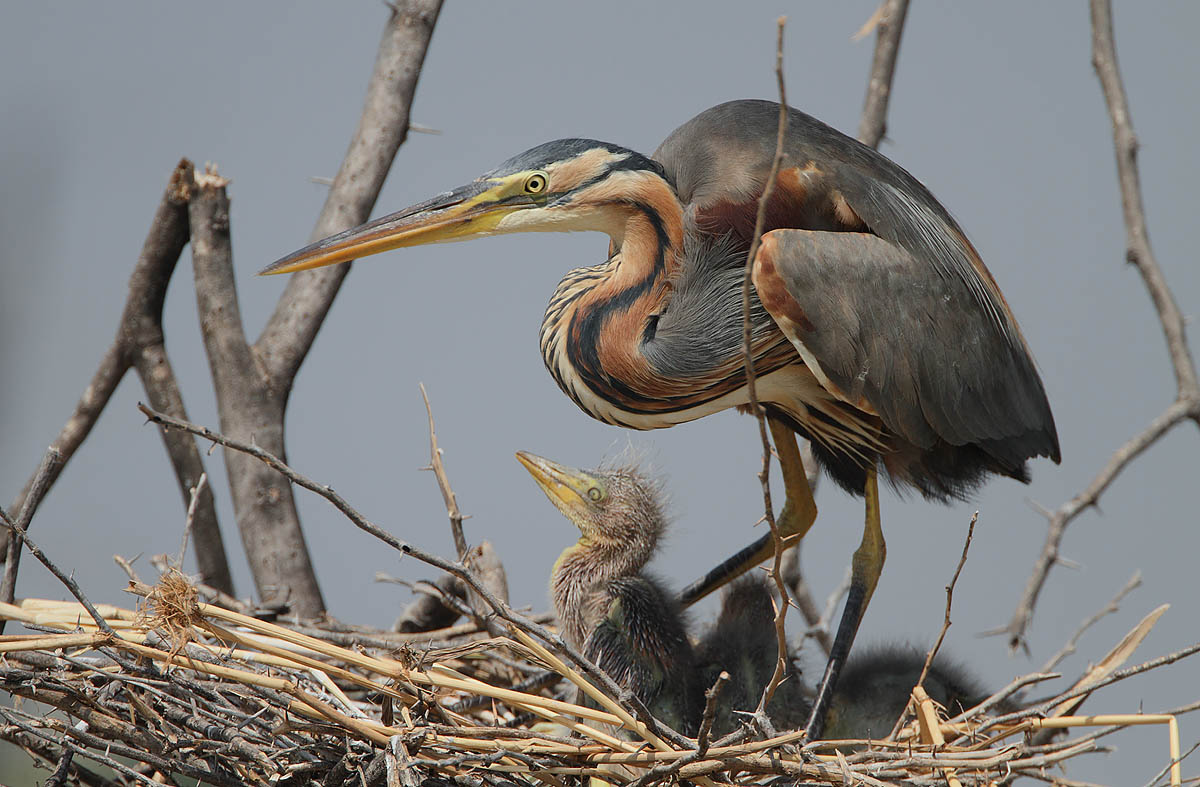
Доросла руда чапля з пташенятами на гнізді озера Барінго
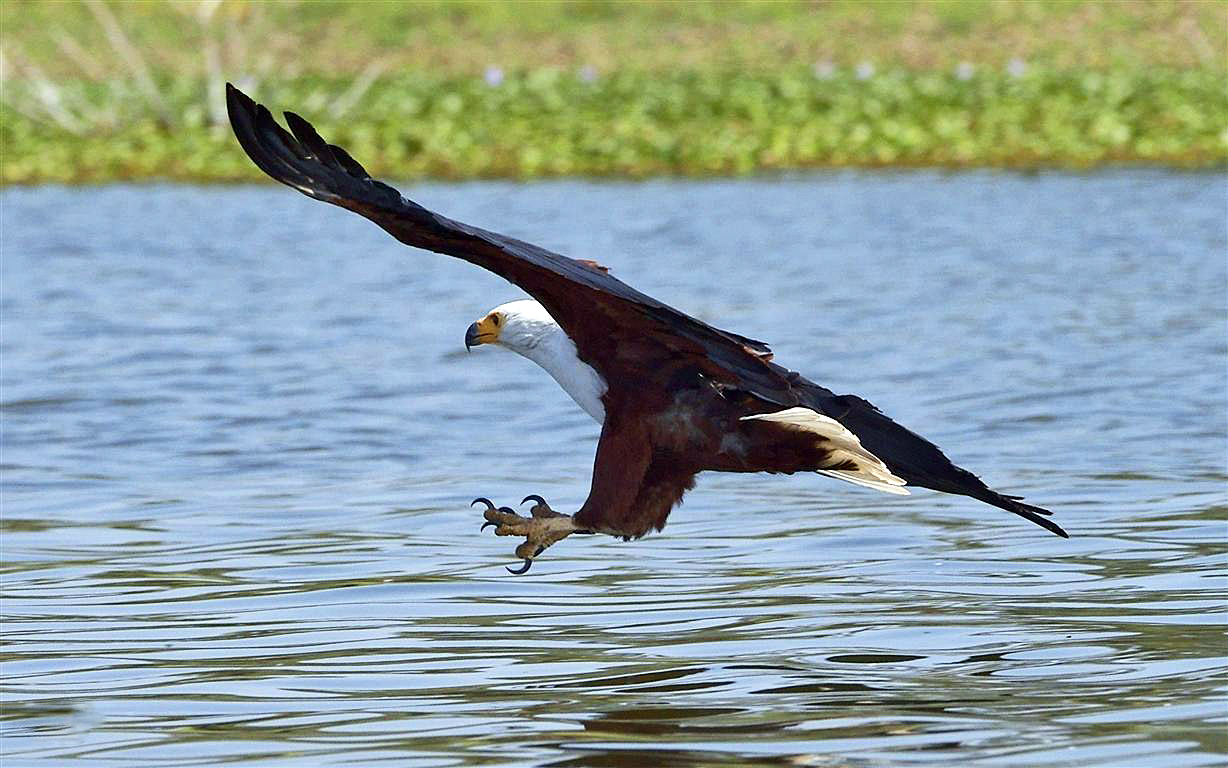
Орлан африканський збирається ловити рибу в озері Найваша

### Етнічні групи
- Афроазійська прабатьківщина
- Нілоти
- Масаї
- Елгейо
- Лух'я

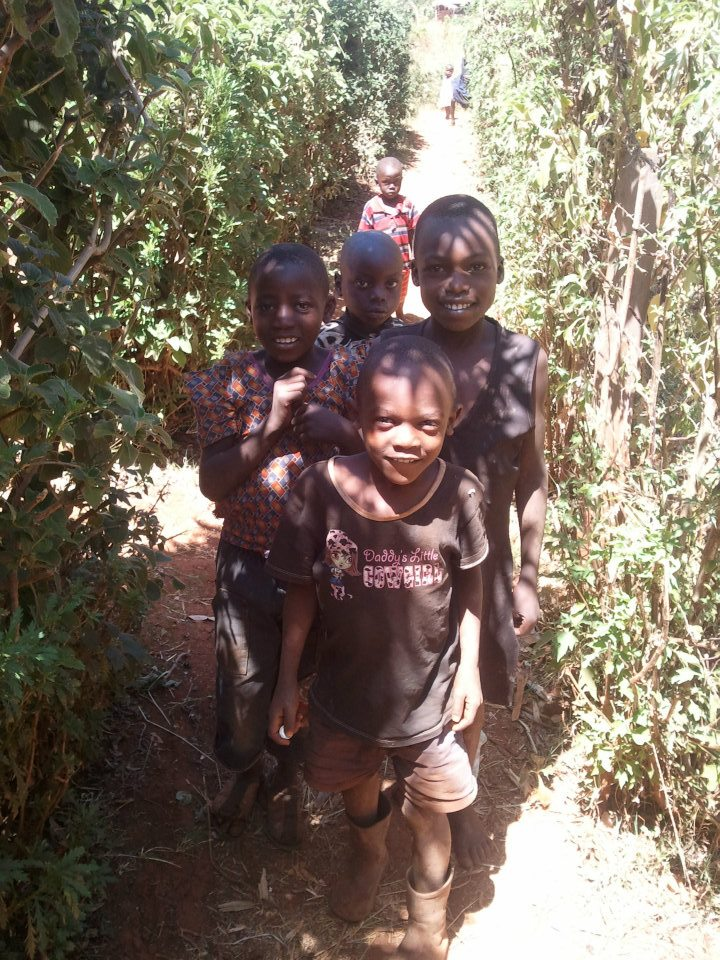
Діти лух'я. Бусіа, Кенія.

- Спостережний проект для попередження геноциду (англ. Sentinel Project for Genocide Prevention)

### Економіка
- Rift Valley Railways Consortium
- Відновлювана енергетика в Африці
- Геотермальна енергетика в Кенії
- Історія науки і технології в Африці
- Туризм у Кенії
- Magadi Soda Company
- Medical Emergency Relief International
- Бурий масай (порода вівці)

### Персоналії
- Колін Флетчер
- Саба Дуглас-Гамільтон
- Беріл Маркхем
- Кукі Галлман

### У популярній культурі
- «Великий рифт: Дике серце Африки» (документальний фільм Бі-Бі-Сі, англ. The Great Rift: Africa's Wild Heart)
- «З Африки»
- «Могамбо»